# Suflet de român

Suflet de român este un album al interpretului român Tudor Gheorghe.

## Detaliile albumului
- Gen: Folk
- Limba: Română
- Sunet: Stereo
- Înregistrat: Studio
- Data Lansării: 2000

## Lista pieselor
1. Cântecul streinătății [3:13]
2. Niciodată toamna [4:22]
3. Cântec oltenesc [1:50]
4. Marie, Marie [3:46]
5. Ioana din Teleorman [3:47]
6. Ciobanul care și-a pierdut oile [6:54]
7. Fă-mă mamă-un porumbel [3:08]
8. Râuri [3:32]
9. Destin [2:58]
10. Ursul românesc [3:25]
11. Mi-aduc aminte și plâng [3:26]
12. Țara mea [2:45]
13. Miorița [6:10]
14. Voinicul străin [6:19]
15. În fiecare zi [2:43]
16. Pasăre galbină-n pene [2:53]
17. Casa [4:52]
18. Doina haiducească [5:26]